# NGC 5033
إن جي سي 5033 مجرة حلزونية غير ضلعية مائلة في كوكبة السلوقيان وتتراوح تقديرات المسافة بين 38 و 60 مليون سنة ضوئية من مجرة درب التبانة. المجرة لديها نواة ساطعة جدا وقرص خافت نسبيا.

## معرض صور

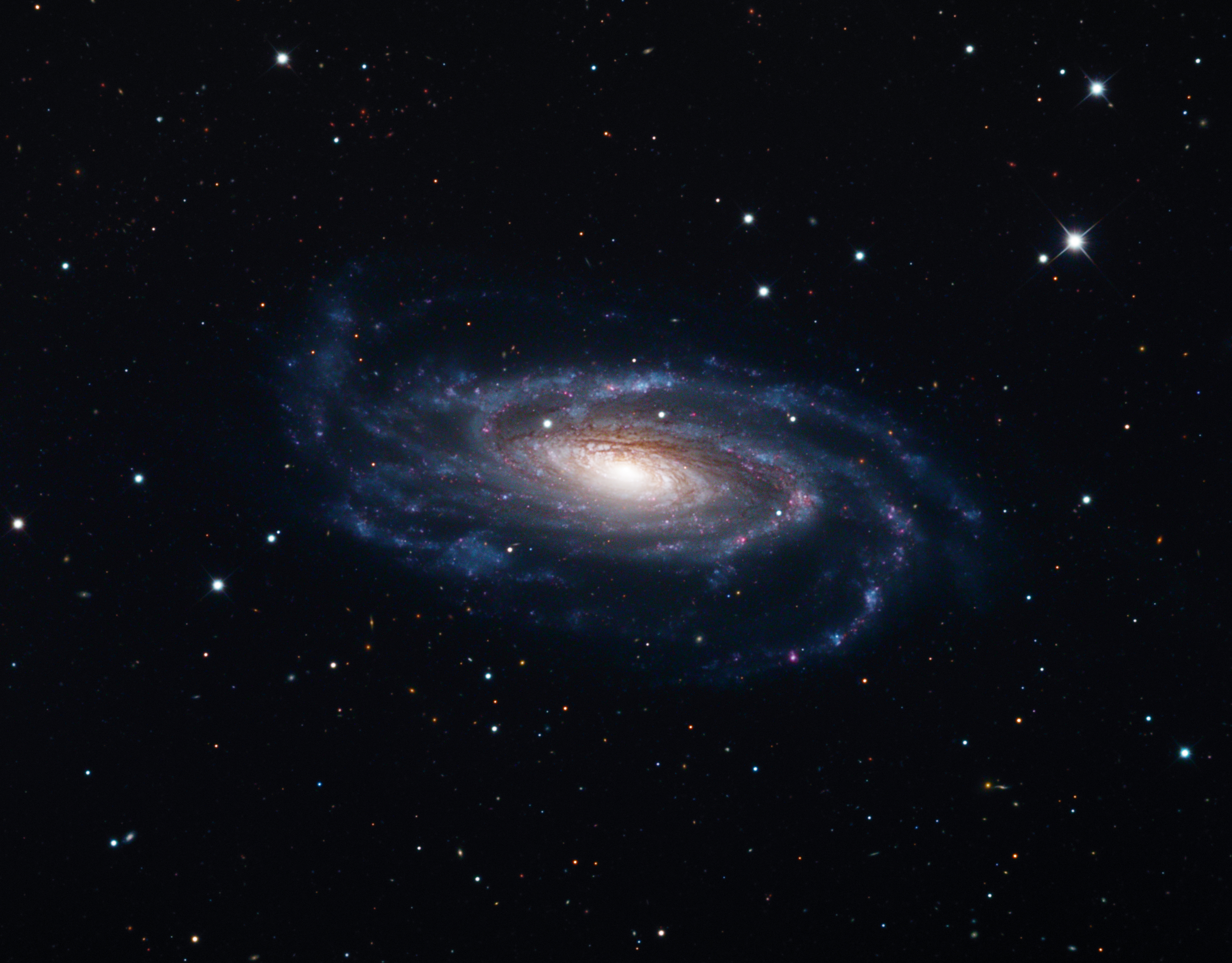
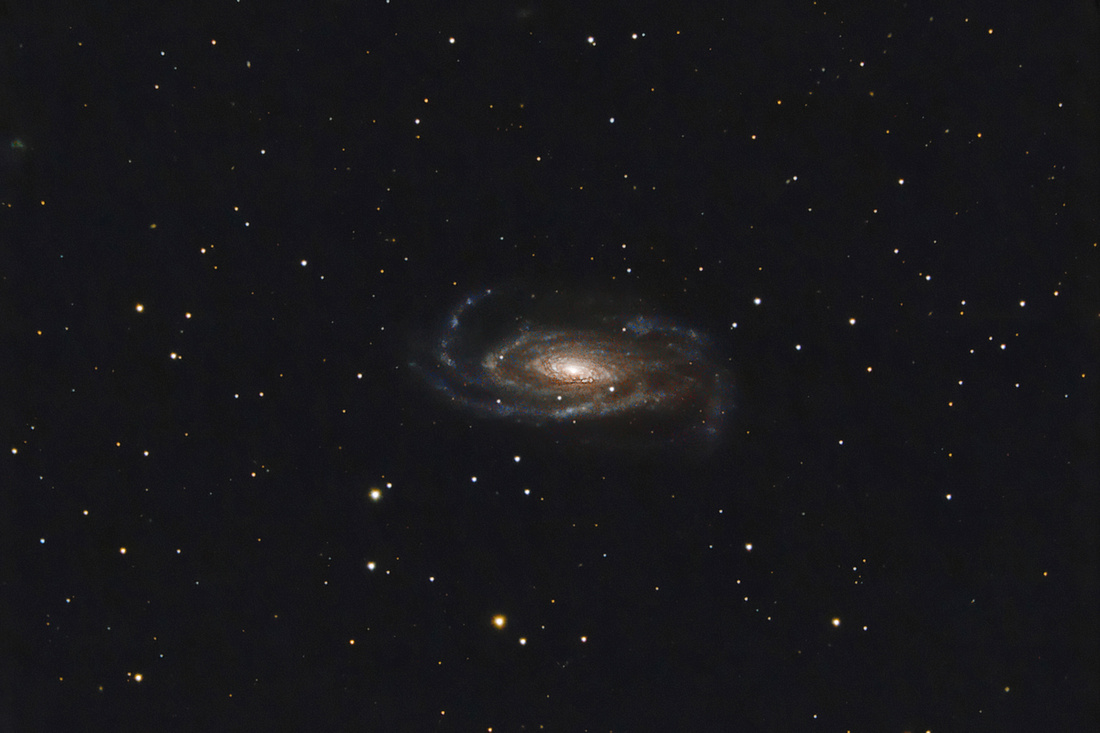
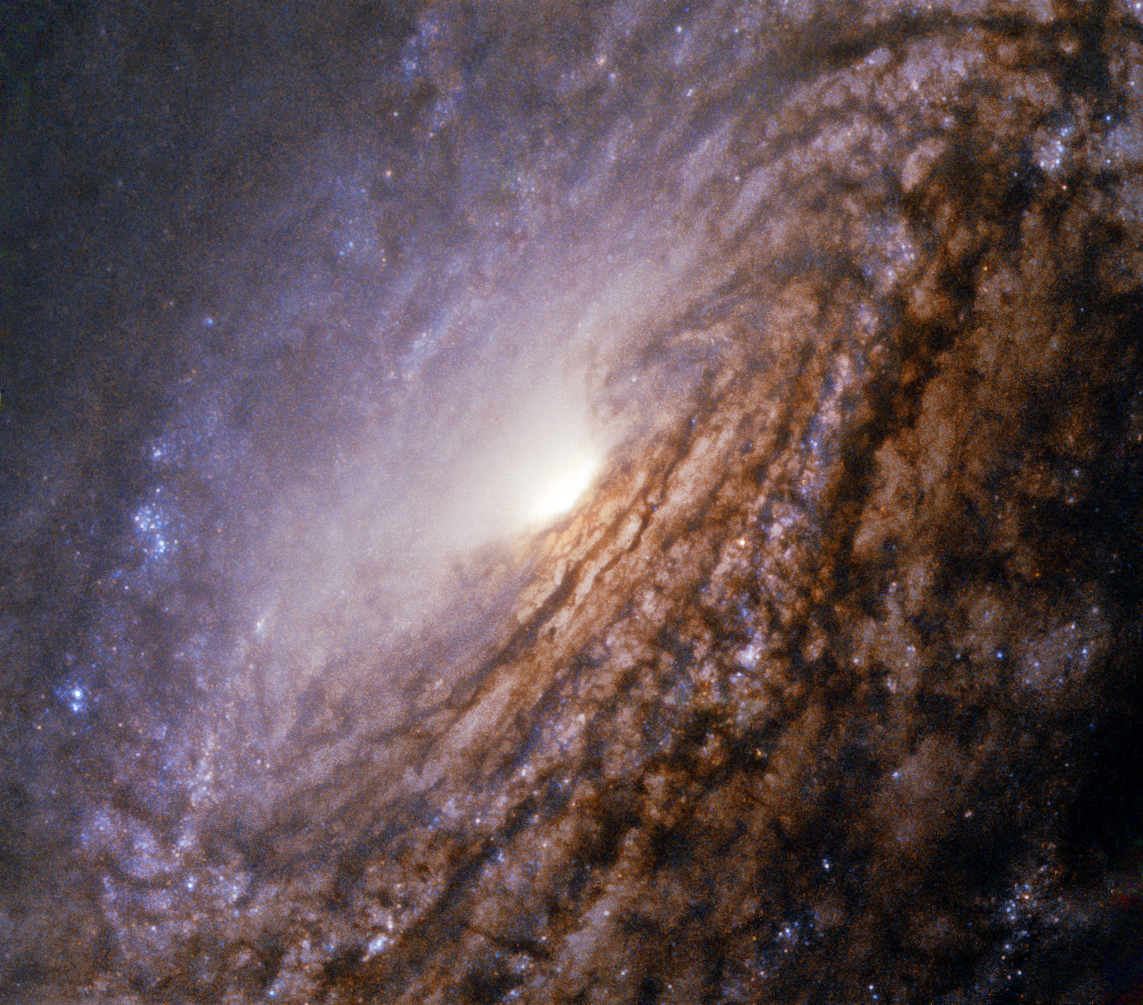